# Хома Мирослав Степанович
Миросла́в Степа́нович Хома́ (нар. 16 липня 1950) — український науковець у галузі матеріалознавства, доктор технічних наук, професор, член-кореспондент НАН України (Відділення фізико-технічних проблем матеріалознавства).

## Життєпис
У 1973 році закінчив Хімічний факультет Львівського університету.
У 1989 році він отримав науковий ступінь кандидата технічних наук. У 2004 захистив докторську дисертацію.
З 1996 — старший науковий співробітник Фізико-механічного інституту імені Г. В. Карпенка НАН України.
У 2013 році отримав наукове звання професора.
З 2015 по 2020 роки очолював відділ № 16 корозійного розтріскування металів Фізико-механічного інституту імені Г. В. Карпенка НАН України.
З 2020 року перейшов на посаду заступника директора з наукової роботи Фізико-механічного інституту імені Г. В. Карпенка НАН України.
Паралельно працює на посаді професора кафедри хімії і технології неорганічних речовин Національного університету «Львівська політехніка».
7 березня 2018 року обраний членом-кореспондентом НАН України, спеціальність: матеріалознавство, корозія металів. Заступник голови Міжвідомчої науково-технічної ради з проблем корозії і протикорозійного захисту металів при Президії НАН України.

## Наукова та педагогічна діяльність
Досліджує процеси корозійно-механічного руйнування сталей та сплавів. Автор монографії, навчального посібника, 224 наукових праць, 14 винаходів та патентів. Підготував 1 доктоа та 2 кандидатів наук.

## Праці
- Яворський В. Т., Кунтий О. І., Хома М. С. Електрохімічне нанесення металевих конверсійних та композиційних покриттів. Навчальний посібник. — Львів: ДУ ЛП . — 2000. — 266 с.
- Похмурський В. І., Хома М. С. Корозійна втома металів та сплавів. Монографія. — Львів: СПОЛОМ, 2008. — 304 с.
- Похмурский В. И., Хома М. С. Роль электрохимиических факторов на начальной стадии коррозионно-усталостного разрушения нержавеющих сталей / Защита металлов. — 2007. — № 3. — С. 1-9.
- Khoma M., Pokhmurskii V., Arkhipov O. New methoddevelopment of electrochemical monitoring of the equipment subject to corrosionmechanical damage / 1st International Confe-rence: Corrosion and MaterialProtection, 1st- 4th October 2007. Prague, Czech Republic. — CD-ROM. — P. 6.
- Похмурський В., Хома М., Кузюков А., Архипов О., Борисенко В. Електрохімічний контроль обладнання, що підлягає дії середовищ хімічних інафтохімічних виробництв в умовах вібрації / Фіз.-хім. механіка матеріалів. СВ.— № 6. — 2007. — С. 55-60.
- Pokhmurskii V., Khoma M., Vynar V. Criterion of stainlesssteels inclination to corrosion fatigue / The European Corrosion Congres.Progress by Corrrosion Control. «EUROCORR-2007», Sept. — 9-13. Freiburg(Germany) 2007. — CD-ROM — P. 7.
- Похмурський В. І., Хома М. С. Сучасні методи захисту сталей від корозійно-утомного руйнування / Актуальные проблемы современного материаловедения. — 2008. — Т.2. — С. 580—597.
- Хома М. С., Чучман М. Р., Олійник Г. М., Личковський Е. І. Аналіз різних підходів до вивчення мікроелектрохімічної гетерогенності металів/ Фіз.-хім. механіка матеріалів. — 2008. — № 3 — С. 123—126.
- Похмурський В. І., Хома М. С., Круцан Г. М., Чучман М. Р. Вплив умов навантаження на опірність конструкційних сталей корозійно-механічному руйнуванню в сірково-деньвмісних розчинах / Механіка руйнування матеріалів і міцність конструкцій / Під заг. Ред. В. В. Панасюка. —Львів: Фізико-механічний інститут ім. Г. В. Карпенка НАН Укра-їни, 2009. — С. 817—820.

## Нагороди
- Премія НАН України імені Г. В. Карпенка (2020 — за підсумками конкурсу 2019 року — за цикл праць «Закономірності руйнування металів у хлоридних і сірководневих середовищах та розроблення засобів їх протикорозійного захисту» (у співаторстві з Іваном Зінєм та Сергієм Корнієм)[3]).